# Club de Deportes Independiente de Cauquenes
El Club de Deportes Independiente de Cauquenes es una club de fútbol de Chile, de la ciudad de Cauquenes, Región del Maule. Fue fundado el 4 de marzo de 1929 y actualmente participa de la Asociación Cauquenes, tras su descenso de la Tercera División B.
Es una institución histórica de la zona y del fútbol amateur nacional, que tuvo una gran época en los años '70 cuando actuó en la Segunda División (actual Primera B). En su palmarés destacan los títulos del Torneo de Apertura de Tercera B 2013, la Tecera A 2015 y el Campeonato Nacional Amateur de Clubes Campeones, obtenido en 1990.
Juega sus duelos como local en el Estadio Fiscal Manuel Moya Medel con capacidad para 4.000 espectadores. Disputa el "Clásico del Maule Sur" ante Deportes Linares, de la cercana ciudad de Linares.

## Historia
El club fue fundado en 1929 por un grupo de jóvenes universitarios que retornaban a vivir en Cauquenes. Decidieron el nombre del club luego de la determinación de no afiliarse a ninguna asociación. En los años siguientes se afilió a la Asociación Cauquenes, en donde obtuvo varios títulos, y participó en el Campeonato Regional Central Sur, torneo del que fue campeón en 1960.
En 1971, tras la aprobación de la Asociación Central de Fútbol, comenzó a competir en Segunda División. En 1979 logró su mejor campaña, con un equipo donde destacaban los brasileños Benedicto Pereira y Ribamar Batista, siendo líder de la Segunda División por varias fechas, pero una serie de malos resultados y arbitrajes dudosos lo llevaron a quedar rezagado en la lucha por el ascenso directo, rematando en 4° lugar y clasificando a la Liguilla de Promoción junto a Deportes Arica de Segunda División, y Santiago Wanderers y Audax Italiano de Primera. Finalmente todos los clubes mantuvieron su categoría. Al año siguiente, debido a que ocupó el penúltimo lugar, junto a Deportes Ovalle y Trasandino, pero con menor diferencia de goles, descendió a la recién creada Tercera División.
Luego de caer al fútbol amateur disputó arduamente su opción de volver al profesionalismo, y estuvo muy cerca en 1983, cuando disputó la liguilla final por el ascenso con Súper Lo Miranda, Defensor Casablanca e Iván Mayo, pero serían los de Lo Miranda quienes consiguieron subir de división. 
En 1985 el club optó por abandonar la Tercera División, volviendo a formar parte de la asociación de fútbol de Cauquenes.

### Retorno al fútbol de Tercera División

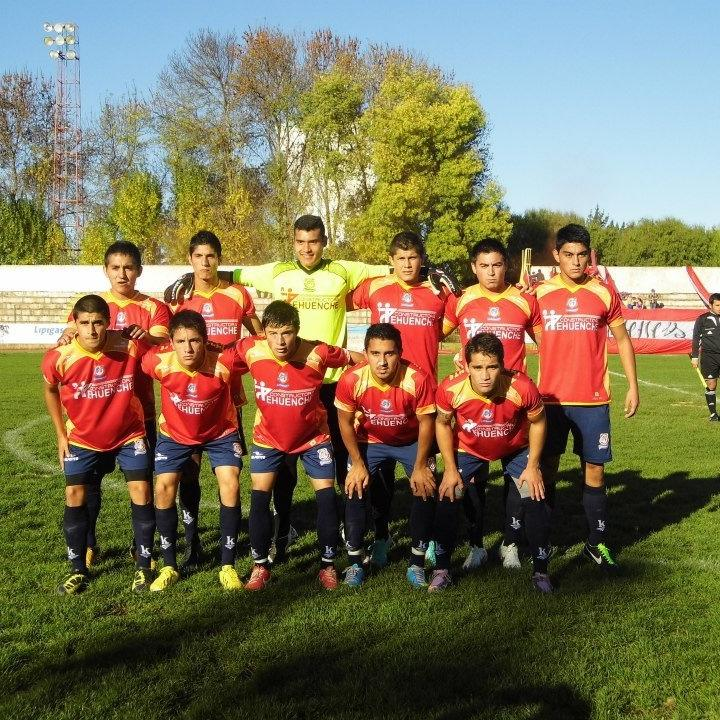
Equipo titular de Independiente en 2013, año en el que obtuvo el título del Torneo de Apertura de Tercera B.

El año 2011, y luego de 26 años fuera de competencia nacional donde el deporte fue desarrollado sólo a nivel amateur y estudiantil, el club repostuló a un campeonato nacional, siendo aceptado en la Tercera División B para participar de aquel torneo. En aquella competencia tuvo un mal rendimiento y descendería por estatutos. Sin embargo, fue aceptado nuevamente por ANFA debido al movimiento de clubes a la Tercera División A y que posibilitó la disposición de cupos para equipos nuevos y reingresos, entre los cuales estuvo esta institución ahora fortalecida por el apoyo de la municipalidad, socios y empresarios de la zona, que en conjunto le dieron un gran impulso, estructurando un trabajo a largo plazo. En el Apertura 2013 Independiente logró clasificar a la liguilla de ascenso, en la cual alcanzó el primer lugar, y se coronó campeón de la categoría y ascendió a la Tercera A.

### Paso por la Tercera División A
Tras su ascenso, Independiente logró buenas campañas que lo mantuvo establemente en la división, hasta la temporada 2015, donde obtuvo el primer lugar de la tabla, y logró el ascenso a la Segunda División Profesional y retornó así al fútbol profesional, tras muchos años en el amateurismo.

### En la Segunda División Profesional
Tras conseguir el ansiado ascenso al fútbol profesional, la creación de la Sociedad Anónima Deportiva Profesional exigida, y la aceptación de parte de la ANFP en la Segunda División Profesional, Independiente de Cauquenes hizo su debut en la categoría, cayendo por 0-1 ante Colchagua en el Estadio Fiscal Manuel Moya Medel. Aquella campaña fue muy irregular, y los rojos acabaron en la novena ubicación con 37 puntos.
En junio de 2017, el club se vio envuelto en una polémica con la ANFP, ya que el ente rector del fútbol profesional chileno decidió la suspensión de Independiente de la Segunda División, al rechazar el pago de unos cheques sin fondos emitidos por el club, el cual acusó a la ANFP de un error de la Asociación en el cobro de dichos cheques. Finalmente el caso se solucionó favorable al cuadro rojo. En 2018 los dirigentes del club decidieron entregar el club Óscar Roa, empresario de Quillón.
Durante la temporada 2019 el club cosechó irregulares resultados que lo dejaron compitiendo en la liguilla por el descenso. Aquel año también estuvo marcado por la complicada situación económica de la institución. En noviembre de ese año —en medio de la suspensión del fútbol por las protestas en el país— la institución anunció su quiebra y el retiro del torneo acusando a la ANFP de «abandono». El 14 de diciembre apareció una publicación en la sección de avisos clasificados del diario El Mercurio donde se ofrecía el club a la venta por 400 millones de pesos.

### Descenso a la Tercera División A
En los años posteriores, el equipo de Cauquenes tuvo campañas de altos y bajos en la Segunda División Profesional, rematando en el octavo lugar en el torneo del 2020 y en el cuarto lugar, en el torneo del 2021. Eso sí, en la temporada 2022 los Dragones Rojos, tuvieron una campaña muy pésima, terminando en el último lugar de la tabla, significando así su descenso a la Tercera División A, categoría en la que no pudo participar en la temporada 2023, debido a que su postulación fue rechazada.

### Regreso a las competencias en la Tercera División B
En febrero de 2024 y luego de un año de receso deportivo, el equipo maulino postuló a última hora, para poder participar en el torneo de la Tercera División B 2024, cuya postulación fue finalmente aceptada, el 14 de febrero de ese mismo año, lo que eso significó el regreso del equipo a las competencias de categoría del fútbol chileno. Como parte del grupo Zona Sur, constituido por 12 clubes, Independiente finalizó último, con solo 8 puntos y 2 triunfos en 22 partidos, por lo que descendió junto a Deportes Tomé, retornando rápidamente a su Asociación de Origen tras un año en la competencia.

## Uniforme
- Uniforme titular: Camiseta roja, pantalón rojo y medias rojas.
- Uniforme alternativo: Camiseta amarilla, pantalón amarillo y medias amarillas.

### Uniforme titular
| 1971-1990 | 2011-2015 | 2015 | 2016 | 2019 | 2019 | 2020-21 | 2022 | 2024 |

### Uniforme alternativo
| 1973 | 2011-2014 | 2015 | 2016 | 2019 | 2020-21 | 2022 |

### Indumentaria
| Período   | Proveedor |
| --------- | --------- |
| 2011-2014 | Nike      |
| 2014-2017 | Dalponte  |
| 2017      | Joma      |
| 2017      | OneFit    |
| 2018      | PSport    |
| 2019      | Squadra   |
| 2019      | Siker     |
| 2020-2021 | KS7       |
| 2022      | Infinity  |
| 2024-     | NOR       |

| Período   | Patrocinador       |
| --------- | ------------------ |
| 2012      | MultiCentro        |
| 2012-2016 | Pehuenche          |
| 2016-2017 | Lomas de Cauquenes |
| 2017      | Super8             |
| 2018      | Will-s-Maq         |
| 2019      | Multihogar         |
| 2020-2021 | Capiro             |
| 2021      | Independencia      |
| 2022      | CoolBet            |
| 2024-     | Dimaco Chilemat    |

## Estadio
El Estadio Fiscal Manuel Moya Medel se ubica en la ciudad de Cauquenes, Región del Maule, Chile. En él se disputan los partidos de local del club, luego de ser restaurado para el su retorno al fútbol profesional con el ascenso a la Segunda División Profesional de Chile el 2015. El estadio es a menudo, apodado "el Maracaná del Maule" y cuenta con una capacidad para 4.000 espectadores.

## Datos del club
- Temporadas en Primera B: 10 (1971-1980).
- Temporadas en Segunda División Profesional: 7 (2016-2022).
- Temporadas en Tercera A: 7 (1981-1984, 2013-2015).
- Temporadas en Tercera B: 4 (2011-2013, 2024).

## Entrenadores

### Cronología
- Claudio Ramírez (1971)
- Eugenio Jara (1977)
- Arturo Quiroz (1978)
- Eugenio Jara (1978-1979)
- Juan Carlos Muñoz (1990)
- Rubén Martínez (2013-2014)
- Sebastián Jara (2015)
- Rubén Martínez (2015)
- Álvaro Ruz (2016)
- Rubén Martínez (2016-2017)
- Felipe Cornejo (2018)
- Marcos Sepúlveda (2019)
- Ariel Pereyra (2019)
- Luis Musrri (2019-2020)
- John Bustamante (2020)
- Felipe Cornejo (2020-2021)
- Elvis Aliaga (2021)
- Pablo Pacheco (2022)
- Yuri Fernández (2022)
- Juan Marambio (2024)
- Cristóbal Zárate (2024)
- Atilio Tapia (2024)

## Palmarés

### Torneos locales
- Campeonato Regional Central Sur (1): 1960.[10]
- Asociación Cauquenes (6): 1934, 1937, 1939, 1940, 1989, 2005.[2]

### Torneos nacionales
- Tercera División A de Chile (1): 2015
- Tercera División B de Chile (1): Apertura 2013
- Campeonato Nacional Amateur de Clubes Campeones (1): 1990.[10]